# Sura (Síria)
Sura ou Suriya foi uma antiga cidade na margem do rio Eufrates, no norte da Síria, situada 35 km a norte da antiga Resafa (Sergiópolis) e 25 km a oeste da atual cidade de Raca. Durante o Império Romano, Sura foi uma cidade-fortaleza da província da Síria e posteriormente da Eufratense.
No século III era um anexo marginal da Estrada Diocleciana, para defesa contra os Partos. Segundo o Notitia Dignitatum, Sura era a base do prefeito da Legio XVI Flavia Firma. O campo legionário situava-se na cidade e a muralha, com 1700 por 450 metros, foi renovada durante o reinado de Justiniano (r. 527–565).

## Diocese cristã
Conforme regista um Notitiae Episcopatuum do século VI, Sura tornou-se uma diocese cristã, sufragânea da sé metropolitana de Hierápolis Eufratense (Hierápolis Bambice), a capital da província romana da Síria Eufratense. No Concílio de Calcedónia (451), o bispo metropolitano Estêvão assinou as atas também em nome do bispo Urânio de Sura. O bispo Mário de Sura foi deposto em 518 por se ter juntado aos jacobitas.
Atualmente Sura é uma sé titular da Igreja Católica.